# Eaglehawk Neck
Eaglehawk Neck är en ort i Australien. Den ligger i kommunen Tasman och delstaten Tasmanien, i den sydöstra delen av landet, omkring 51 kilometer öster om delstatshuvudstaden Hobart. Antalet invånare är 270.
Trakten är glest befolkad. Närmaste större samhälle är Port Arthur, omkring 16 kilometer sydväst om Eaglehawk Neck. 
I omgivningarna runt Eaglehawk Neck växer i huvudsak städsegrön lövskog. Genomsnittlig årsnederbörd är 731 millimeter. Den regnigaste månaden är juli, med i genomsnitt 89 mm nederbörd, och den torraste är februari, med 42 mm nederbörd.